# Friedewald (Hessen)
Friedewald ist eine Gemeinde im osthessischen Landkreis Hersfeld-Rotenburg, direkt östlich von Bad Hersfeld. Friedewald wirbt mit dem Namen „Zukunftsgemeinde für Generationen“.

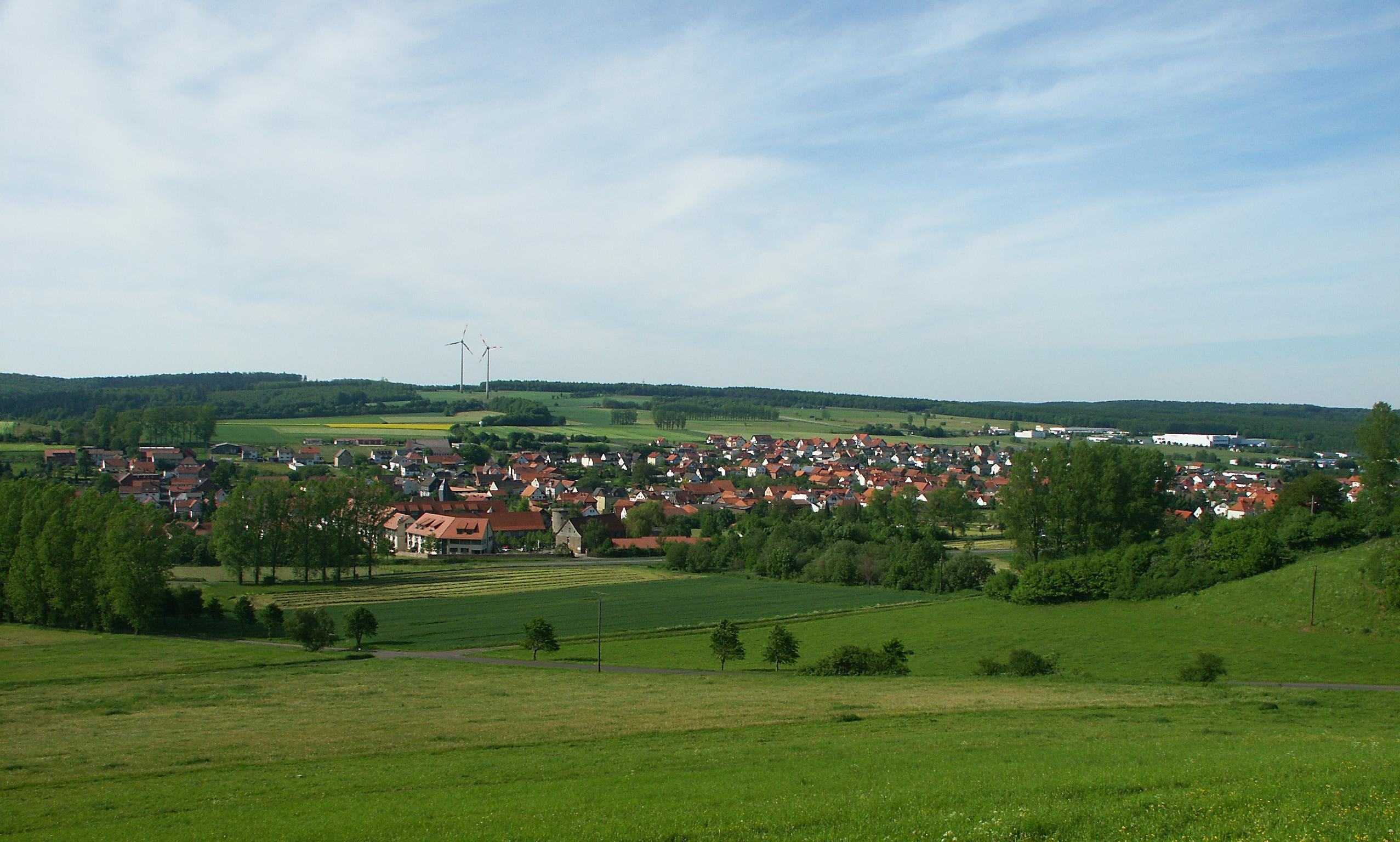
Blick über Friedewald von den Hängen des Dreienberges nach Norden fotografiert. Im Hintergrund ist der Berg „Toter Mann“ zu sehen

## Geografie

### Geografische Lage
Die Gemeinde liegt im Grenzbereich zwischen der Kuppenrhön und dem Seulingswald. Friedewald liegt an der Wasserscheide von Fulda und Werra. Der Ort Friedewald liegt nördlich des Dreienberges, der zu den nördlichsten Ausläufern der Rhön gehört und südlich vom Toten Mann, der höchsten Erhebung des Seulingswaldes.

### Nachbargemeinden
Friedewald grenzt im Norden an die Gemeinden Ronshausen und Wildeck, im Osten an die Stadt Heringen und die Gemeinde Philippsthal, im Südosten an die Gemeinde Hohenroda, im Süden an die Gemeinde Schenklengsfeld sowie im Westen an die Stadt Bad Hersfeld und die Gemeinde Ludwigsau (alle im Landkreis Hersfeld-Rotenburg).

### Gemeindegliederung
Die Gemeinde besteht neben der Kerngemeinde Friedewald aus den Ortsteilen Hillartshausen, Lautenhausen und Motzfeld.

## Geschichte

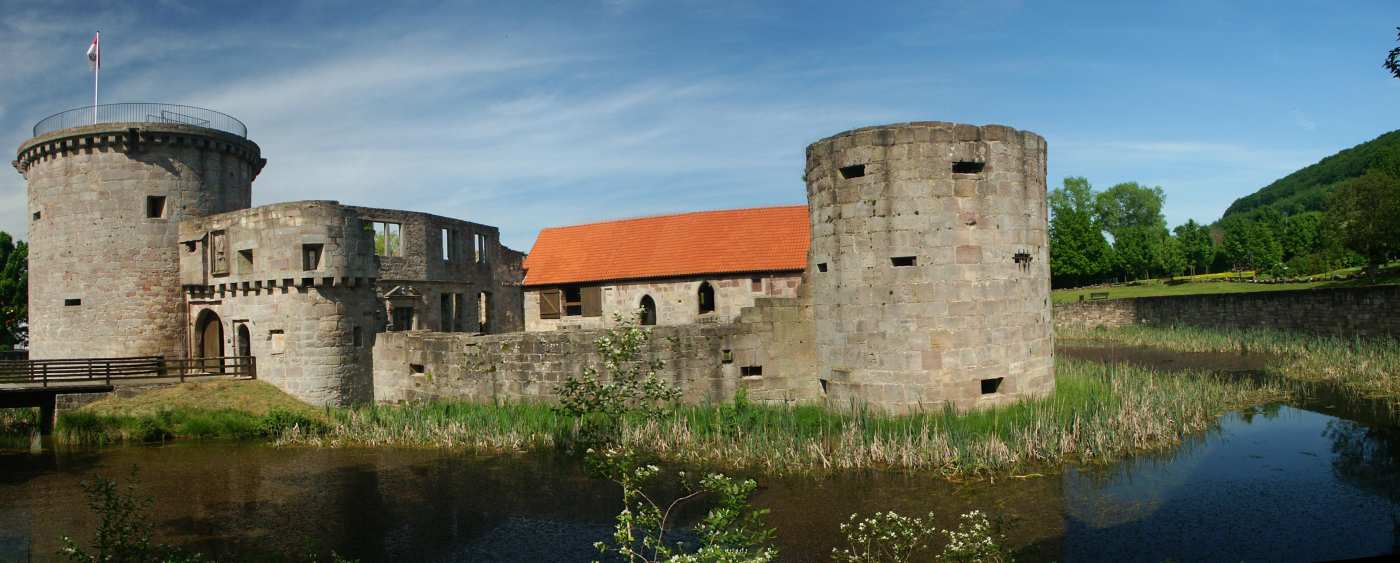
Die Wasserburg Friedewald

### Bis zum 19. Jahrhundert
Das Amt Friedewald wurde 1392 (mit Marktrecht und Gerichtsbarkeit) und der Ort Friedewald wurde im Jahre 1430 erstmals schriftlich erwähnt. Eine Abtsburg stand hier schon vor 1302, die als Hersfeldisches Lehen in diesem Jahr an die Landgrafschaft Hessen abgegeben wurde. Die Burg wurde vermutlich gebaut, um die Handelsstraße Kurze Hessen, die von Frankfurt nach Leipzig führte, zu kontrollieren.
Im Jahre 1472 wurde diese Burg abgerissen, und Landgraf Heinrich III. ließ sich hier von seinem Baumeister Hans Jakob von Ettlingen die Wasserburg Friedewald bauen, die den Landgrafen für Jagdaufenthalte diente. Am 5. Oktober 1551 wurde hier der Vertrag zwischen Frankreich und den schmalkaldischen Fürsten zur Befreiung des Landgrafen Philipp von Hessen aus kaiserlicher Gefangenschaft geschlossen. Bauarbeiten an der Burg wurden 1610 an der Vorburg unter Moritz dem Gelehrten abgeschlossen. Während des Dreißigjährigen Krieges wurde die Burg Friedewald zwischen 1631 und 1648 mehrfach erobert und mit ihren vier Ecktürmen letztlich 1762 im Siebenjährigen Krieg durch General Stainville zerstört. Das Schloss ist immer noch Mittelpunkt des Ortes und das Wahrzeichen der Gemeinde.
1682 wurde der Gemeinde durch Landgraf Karl von Hessen das Marktrecht verliehen, was Friedrich II. 1766 bestätigte und erneuerte. Während der Zeit des napoleonischen Königreichs Westphalen (1807–1813) war Friedewald Hauptort des Kantons Friedewald und Sitz des Friedensgerichts. Die von Kurfürst Wilhelm I. mit kurhessischer Verordnung eingeführte preußische Kreiseinteilung ordnete das Justizamt Friedewald dem neugegründeten Kreis Hersfeld zu.
Ab 1746 entstand in der Gemeinde eine neue, durch Giovanni Chezzy geplante Kirche, in die Johannes Schlottmann 1752 eine Orgel einbauen konnte. 1824 entstand in der Gemeinde die erste Landapotheke im Kreis. 1865 vernichtete ein großer Brand 199 Häuser im Ort. Durch Pfarrer Haupt angeregt, wurde 1879 in Friedewald eine erste Darlehenskasse in Kurhessen gegründet, die das Prinzip der Raiffeisenkasse verfolgte.

### Eingemeindungen
Am 31. Dezember 1971 wurden im Zuge der Gebietsreform in Hessen die bis dahin selbständigen Gemeinden Hillartshausen und Lautenhausen eingegliedert. Am 1. August 1972 kam Motzfeld kraft Landesgesetz hinzu. Für alle ehemals eigenständigen Gemeinden sowie für die Kerngemeinde wurde je ein Ortsbezirk mit Ortsbeirat und Ortsvorsteher nach der Hessischen Gemeindeordnung gebildet.

### Einwohnerentwicklung
| Friedewald: Einwohnerzahlen von 1834 bis 2021 | Friedewald: Einwohnerzahlen von 1834 bis 2021 | Friedewald: Einwohnerzahlen von 1834 bis 2021 | Friedewald: Einwohnerzahlen von 1834 bis 2021 | Friedewald: Einwohnerzahlen von 1834 bis 2021 |
| --- | --------------------------------------------- | --------------------------------------------- | --------------------------------------------- | --------------------------------------------- |
| Jahr |                                               |                                               |                                               | Einwohner                                     |
| 1834 | 1834                                          |                                               | 1.423                                         | 1.423                                         |
| 1840 | 1840                                          |                                               | 1.538                                         | 1.538                                         |
| 1846 | 1846                                          |                                               | 1.527                                         | 1.527                                         |
| 1852 | 1852                                          |                                               | 1.580                                         | 1.580                                         |
| 1858 | 1858                                          |                                               | 1.455                                         | 1.455                                         |
| 1864 | 1864                                          |                                               | 1.520                                         | 1.520                                         |
| 1871 | 1871                                          |                                               | 1.255                                         | 1.255                                         |
| 1875 | 1875                                          |                                               | 1.268                                         | 1.268                                         |
| 1885 | 1885                                          |                                               | 1.130                                         | 1.130                                         |
| 1895 | 1895                                          |                                               | 1.008                                         | 1.008                                         |
| 1905 | 1905                                          |                                               | 1.010                                         | 1.010                                         |
| 1910 | 1910                                          |                                               | 1.012                                         | 1.012                                         |
| 1925 | 1925                                          |                                               | 1.067                                         | 1.067                                         |
| 1939 | 1939                                          |                                               | 1.598                                         | 1.598                                         |
| 1946 | 1946                                          |                                               | 1.677                                         | 1.677                                         |
| 1950 | 1950                                          |                                               | 1.643                                         | 1.643                                         |
| 1956 | 1956                                          |                                               | 1.606                                         | 1.606                                         |
| 1961 | 1961                                          |                                               | 1.581                                         | 1.581                                         |
| 1967 | 1967                                          |                                               | 1.767                                         | 1.767                                         |
| 1970 | 1970                                          |                                               | 1.786                                         | 1.786                                         |
| 1981 | 1981                                          |                                               | 2.465                                         | 2.465                                         |
| 1990 | 1990                                          |                                               | ?                                             | ?                                             |
| 2003 | 2003                                          |                                               | 2.447                                         | 2.447                                         |
| 2011 | 2011                                          |                                               | 2.448                                         | 2.448                                         |
| 2021 | 2021                                          |                                               | 2.457                                         | 2.457                                         |
| Datenquelle: Historisches Gemeindeverzeichnis für Hessen: Die Bevölkerung der Gemeinden 1834 bis 1967. Wiesbaden: Hessisches Statistisches Landesamt, 1968. Weitere Quellen: LAGIS Zensus 2011 Ab 1971 einschließlich der im Zuge der Gebietsreform in Hessen eingegliederten Orte. |                                               |                                               |                                               |                                               |

## Religion

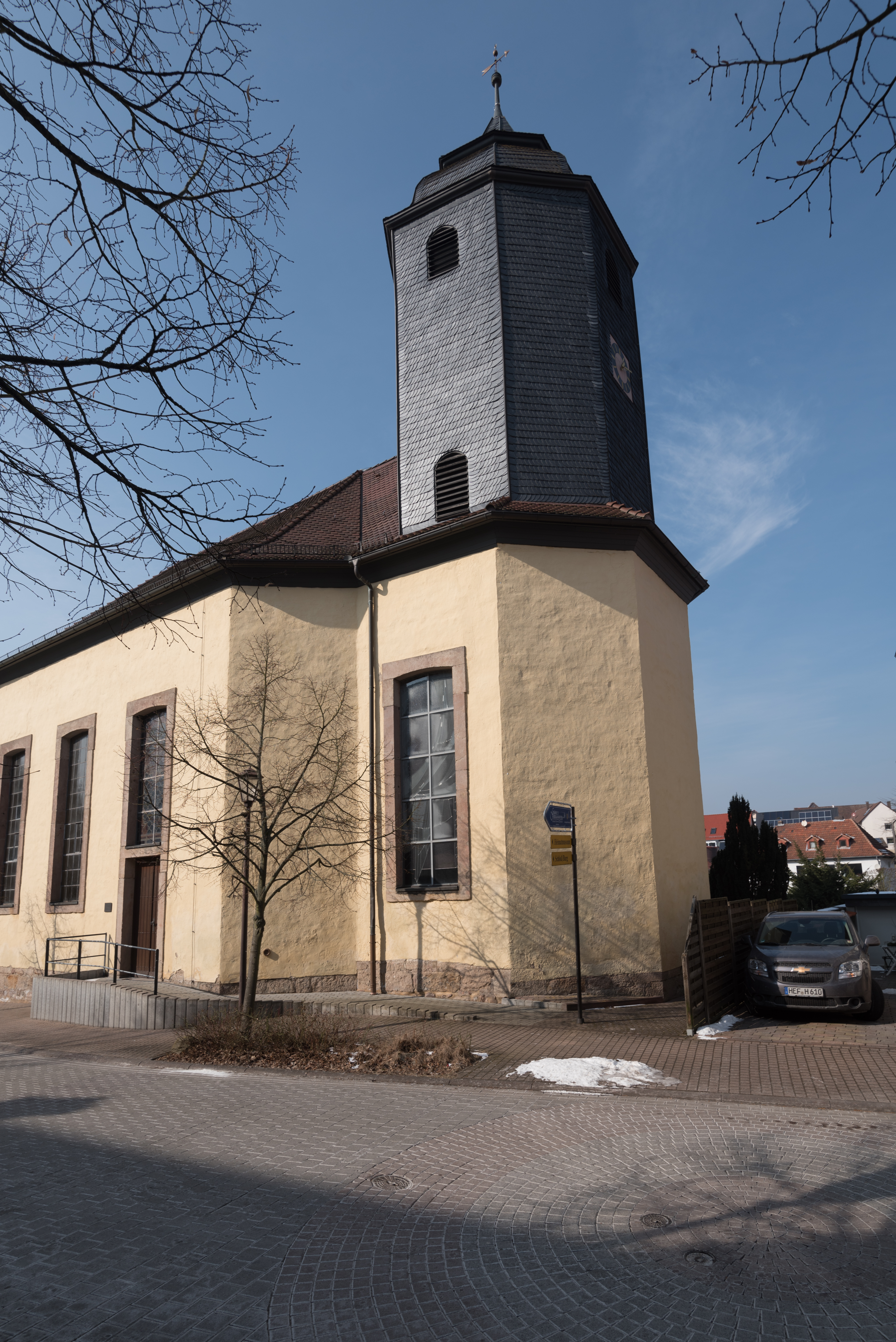
Die Evangelische Kirche in Friedewald

Das Pfarramt der evangelischen Kirchengemeinde am Dreienberg ist am Pfarrweg 1. Die Kirche befindet sich in der Motzfelder Str. 5, unweit des  ehemaligen Wasserschlosses.
Die katholische Filialkirche St. Johannes Evangelist an der Wiesenstraße 8 wurde im Jahre 2023 profaniert. Sie gehörte zur Pfarrgemeinde St. Robert in Heringen im Bistum Fulda.

## Politik

### Gemeindevertretung
Die Kommunalwahl am 14. März 2021 lieferte folgendes Ergebnis, in Vergleich gesetzt zu früheren Kommunalwahlen:
| Sitzverteilung in der Gemeindevertretung 2021Insgesamt 15 Sitze - SPD: 9 - OL: 6 | Parteien und Wählergemeinschaften | Parteien und Wählergemeinschaften           | % 2021 | Sitze 2021 | % 2016 | Sitze 2016 | % 2011 | Sitze 2011 | % 2006 | Sitze 2006 | % 2001 | Sitze 2001 |
| Sitzverteilung in der Gemeindevertretung 2021Insgesamt 15 Sitze - SPD: 9 - OL: 6 | SPD                               | Sozialdemokratische Partei Deutschlands     | 57,6   | 9          | 61,0   | 9          | 44,0   | 7          | 59,4   | 9          | 46,7   | 7          |
| Sitzverteilung in der Gemeindevertretung 2021Insgesamt 15 Sitze - SPD: 9 - OL: 6 | OL                                | Offene Liste                                | 42,4   | 6          | 39,0   | 6          | 39,9   | 6          | —      | —          | —      | —          |
| Sitzverteilung in der Gemeindevertretung 2021Insgesamt 15 Sitze - SPD: 9 - OL: 6 | CDU                               | Christlich Demokratische Union Deutschlands | —      | —          | —      | —          | 16,1   | 2          | 21,0   | 3          | 33,4   | 5          |
| Sitzverteilung in der Gemeindevertretung 2021Insgesamt 15 Sitze - SPD: 9 - OL: 6 | BpF                               | Bürgerliste pro Friedewald                  | —      | —          | —      | —          | —      | —          | —      | —          | 17,5   | 3          |
| Sitzverteilung in der Gemeindevertretung 2021Insgesamt 15 Sitze - SPD: 9 - OL: 6 | FDP                               | Freie Demokratische Partei                  | —      | —          | —      | —          | —      | —          | —      | —          | 2,4    | 0          |
| Sitzverteilung in der Gemeindevertretung 2021Insgesamt 15 Sitze - SPD: 9 - OL: 6 | gesamt                            | gesamt                                      | 100,0  | 15         | 100,0  | 15         | 100,0  | 15         | 100,0  | 15         | 100,0  | 15         |
| Sitzverteilung in der Gemeindevertretung 2021Insgesamt 15 Sitze - SPD: 9 - OL: 6 | Wahlbeteiligung in %              | Wahlbeteiligung in %                        | 58,8   | 58,8       | 55,5   | 55,5       | 55,3   | 55,3       | 58,4   | 58,4       | 74,1   | 74,1       |

### Bürgermeister
Nach der hessischen Kommunalverfassung wird der Bürgermeister für eine sechsjährige Amtszeit gewählt, seit dem Jahr 1993 in einer Direktwahl, und ist Vorsitzender des Gemeindevorstands, dem in der Gemeinde Friedewald neben dem Bürgermeister ehrenamtlich ein Erster Beigeordneter und drei weitere Beigeordnete angehören. Bürgermeister ist seit dem 1. Mai 2022 der parteiunabhängige Julian Kempka. Sein Amtsvorgänger Dirk Noll (SPD) wechselte am 1. Januar 2022 als hauptamtlicher Erster Kreisbeigeordneter zum Landkreis Hersfeld-Rotenburg. Danach leitete der Erste Beigeordnete Bernd Stahl die Gemeindeverwaltung kommissarisch und die Wahl des neuen Bürgermeisters musste vorgezogen werden. Julian Kempka erhielt am 6. März 2022 im ersten Wahlgang ohne Gegenkandidaten bei 49,93 Prozent Wahlbeteiligung 84,33 Prozent der Stimmen.
Amtszeiten der Bürgermeister
- 2022–2028 Julian Kempka[14]
- 2012–2022 Dirk Noll (SPD)[15]
- 2003–2012 Martin Gröll[18]
- 2001–2002 Karl-Heinrich Block (CDU)[19]
- 1977–2001 Werner Schäfer (SPD) (1944–2022)[20]

### Ortsbeirat
Für den Ortsteil Friedewald besteht ein Ortsbezirk (Gebiete der ehemaligen Gemeinde Friedewald) mit Ortsbeirat und Ortsvorsteher nach der Hessischen Gemeindeordnung. Der Ortsbeirat besteht aus neun Mitgliedern. Zur Kommunalwahlen in Hessen 2021 traten nur Mitglieder der „Gemeinschaftsliste Friedwald“ (GLF) an. Die Wahlbeteiligung betrug 52,24 %. Zur Ortsvorsteherin wurde Christel Stumpf gewählt.

### Wappen
Blasonierung: „In rot eine silberne Burgsilhouette mit Zinnen davor in schwarz die Silhouette eines Dreischalenbrunnens. Im Schildhaupt vier silberne Eichenblätter mit Eichenfrucht.“

## Kultur und Sehenswürdigkeiten

### Museen
Heimatmuseum Friedewald im südlichen Marstall der Vorburg.

### Bauwerke

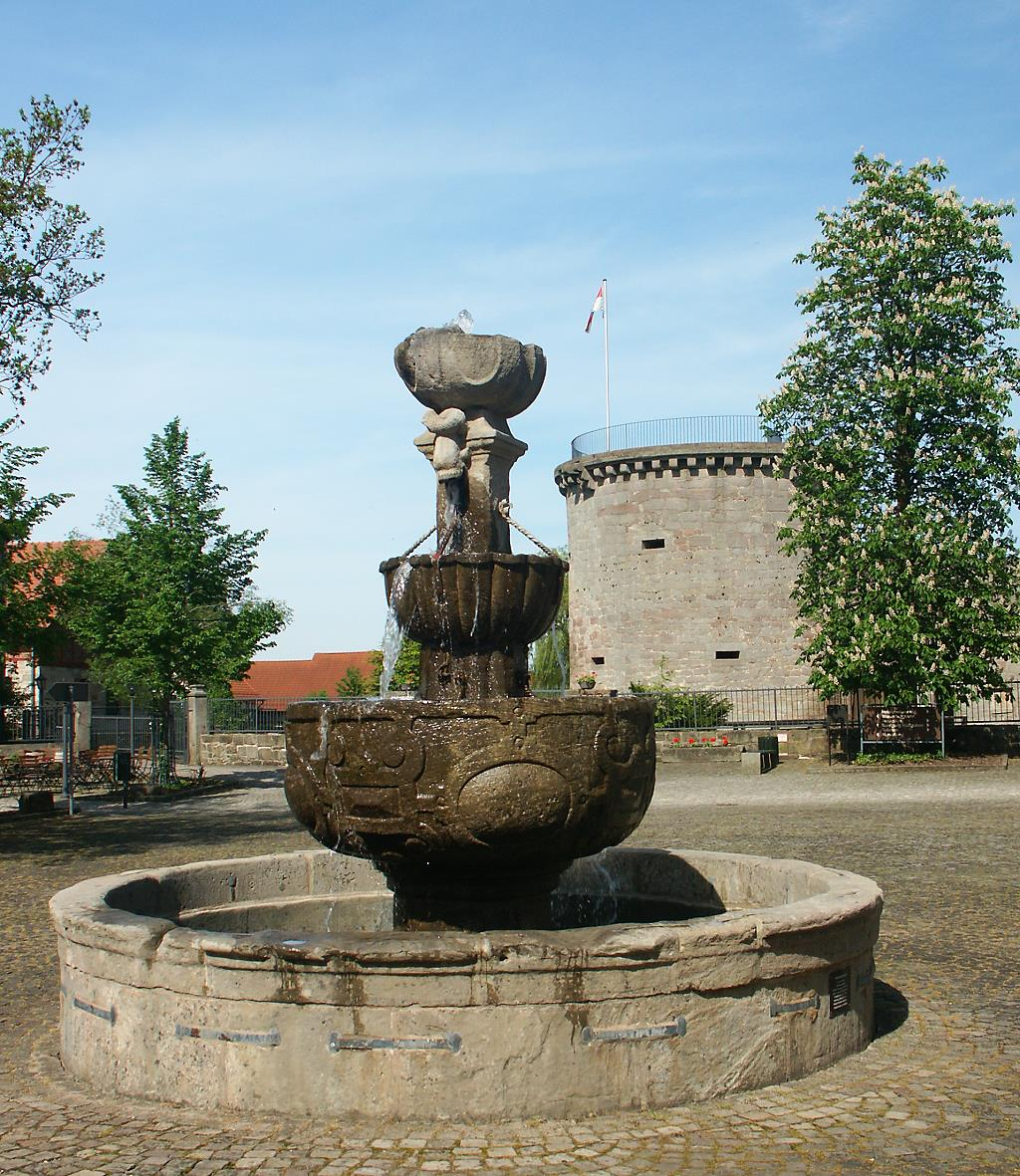
Dreischalenbrunnen im Hof der Vorburg, im Hintergrund der „Dicke Turm“ der Wasserburg Friedewald

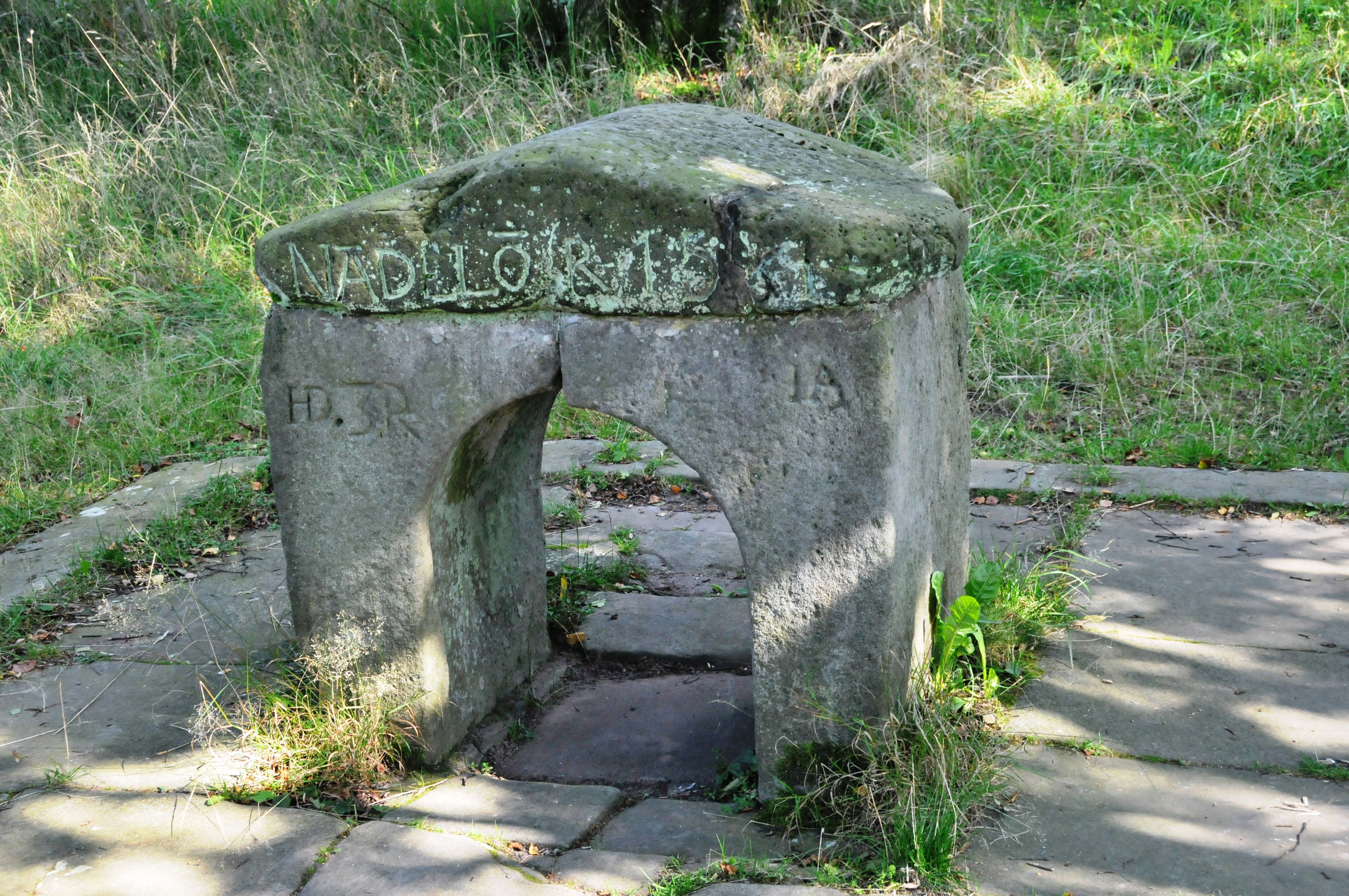
Das „Nadelöhr“

- Ruine der Wasserburg Friedewald mit vier Wehrtürmen aus Friedewalder Sandstein, der Landgrafen von Hessen aus dem 15. Jahrhundert und Vorburg von etwa 1600.
- In der Mitte des Schlossplatzes steht ein barocker Dreischalenbrunnen.
- Hammundeseiche (von diesem wüst gewordenen Dorf findet man die wieder aufgemauerten Mauern der Kirche, den Dorfweiher, den Brunnen und die „Dicke Eiche“ (1000-jährige Dorfeiche))
- „Zollstock“ (ehemaliger Grenzpfosten an der Grenze zwischen Hessen, Thüringen und Grabfeld, die hier seit 1306 lange Bestand hatte).
- Nadelöhr (wurde 1579 erstmals erwähnt, und als hohle Eiche beschrieben, es wurde als heilwirksam angesehen dort hindurch zu kriechen. Der verfallene Baum wurde vermutlich im späten 16. Jahrhundert durch einen torähnlichen Stein ersetzt.)
- vier evangelische Kirchen (Friedewald, OT Motzfeld, OT Lautenhausen und OT Hillartshausen)[24]

- Turmruine der Gißlingskirche des wüst gewordenen Dorfes Gosselndorf
- Ruine der Walterskirche des wüst gewordenen Dorfes Waldradeberg
- Ruine eines Wachturms der Drygenburg
- Kriegerdenkmal 1914–1918 von Bildhauer Arnold Rechberg[25]

### Parks und Naturdenkmäler
- Hammundeseiche (eine Eiche bei dem wüst gewordenen Dorf gleichen Namens)[26]

## Wirtschaft und Infrastruktur

### Verkehr
Die Gemeinde liegt an der Bundesautobahn 4 (Anschlussstelle 33). Weiterhin führt durch die Gemeinde die Bundesstraße 62 von Bad Hersfeld nach Bad Salzungen. Der öffentliche Personennahverkehr wird durch die ÜWAG Bus GmbH mit den Linien 330, 331 und 345 sowie durch die Verkehrsgesellschaft Wartburgkreis mbH mit der Linie 300 durchgeführt. Ein Bürgerbus bindet das benachbarte Hohenroda an.

### Ansässige Unternehmen
Das Gewerbegebiet Friedewald West liegt direkt am Autobahnzubringer der Ost-West-Verbindung A4. Anfang 2009 hat Hermes seine neueste Haupt-Umschlagbasis (HUB) auf einer Fläche von 100.000 m² mit einem 18.000 m² großen Gebäude in Betrieb genommen. Außerdem führt die Schenker Deutschland AG eines der leistungsfähigsten HUBs Europas. Es ist für Schenker insbesondere für innerdeutsche Stückgutsendungen von zentraler Bedeutung. Weiterhin befinden sich weitere Gewerbebetriebe und Handwerker, Geschäfte, Banken, Apotheke und Arztpraxen im Ort.

### Bildung und kommunale Freizeitangebote
Im Ort befindet sich die Steigleder-Grundschule sowie die Kindertagesstätte „Schlosszwerge“ Friedewald.
Für sportliche Aktivitäten steht ein Sportzentrum, Tennisanlage, Kinderspiel- und Bolzplätze sowie markierte Wanderwege und ein Waldlehrpfad zur Verfügung. Darüber hinaus gibt es die Festhalle Friedewald, die Bürgerstube Friedewald, Dorfgemeinschaftshäuser in Hillartshausen und Motzfeld, einen Bürgersaal in Motzfeld sowie eine Begegnungsstätte in Lautenhausen.

## Söhne und Töchter der Gemeinde
- Karl Hartert (1777–1844), Bürgermeister in Hersfeld und Landrat in den Kreisen Hersfeld und Kirchhain
- Karl Bernhard Hundeshagen (1810–1872), reformierter Theologe
- August Spies (1855–1887), Journalist
- Konrad Zilch (1944–2023), Bauingenieur
- Dieter Deiseroth (1950–2019), Jurist, Richter am Bundesverwaltungsgericht
- Anja Kühner (* 1967), Fachjournalistin des Jahres 2014[28][29]